# Invictus: Neporažený
Invictus: Neporažený je americký sportovní film natočený režisérem Clintem Eastwoodem podle knihy Johna Carlina. Byl inspirován skutečnou událostí, kdy se jihoafrický prezident Nelson Mandela, kterého ve filmu hraje Morgan Freeman, snažil sjednotit zemi přes sport a ragbistu Francoise Pienaara, kterého hraje Matt Damon. Hudbu k filmu složil režisérův syn Kyle Eastwood spolu s Michaelem Stevensem.